# جک رایلی (بازیکن فوتبال آمریکایی)
جک رایلی (انگلیسی: Jack Riley; ۱۳ ژوئن ۱۹۰۹ – ۲۲ مارس ۱۹۹۳) بازیکن فوتبال آمریکایی و کشتی‌گیر اهل ایالات متحده آمریکا بود.
از باشگاه‌هایی که در آن بازی کرده‌است می‌توان به واشینگتن ردسکینز اشاره کرد.